# Levitación acústica
La levitación acústica es un fenómeno físico no lineal relacionado con las ondas acústicas. Se trata de un método para suspender materia en el aire contra la gravedad utilizando presión de radiación acústica de ondas de sonido de alta intensidad (del orden de 155 dB). Son esas ondas acústicas las que logran mantener al objeto suspendido en el aire sin necesidad de contacto, por eso la denominación: levitación. 

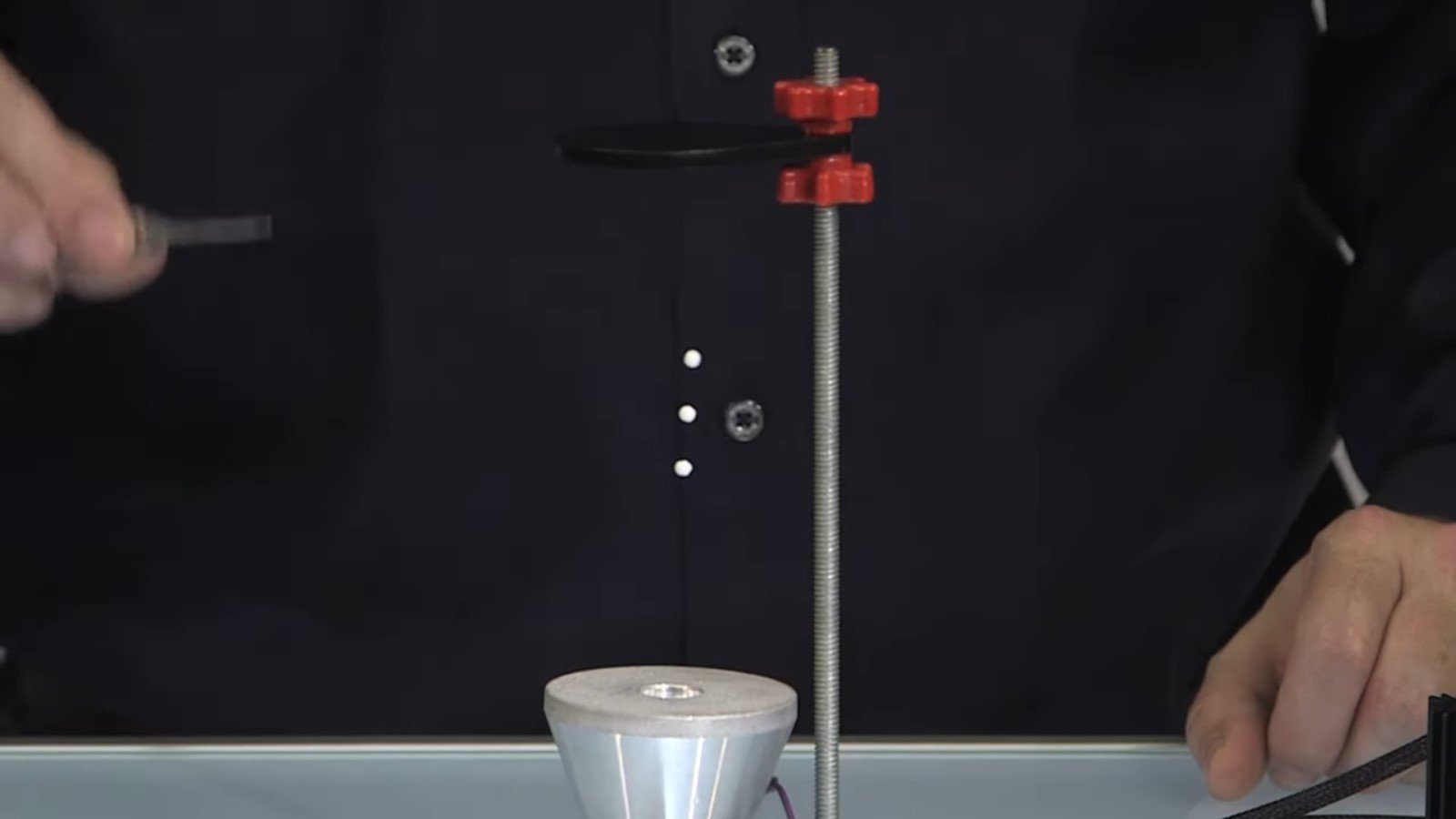
Levitación acústica

Funciona con los mismos principios que las pinzas acústicas, aprovechan las fuerzas de radiación acústica. Sin embargo, las pinzas acústicas son generalmente dispositivos a pequeña escala que operan en un medio fluido y se ven menos afectados por la gravedad, mientras que la levitación acústica se ocupa principalmente de vencer la gravedad.
Normalmente se utilizan ondas sonoras a frecuencias ultrasónicas  por lo que no crea ningún sonido audible para los humanos. Esto se debe principalmente a la alta intensidad de sonido necesaria para contrarrestar la gravedad. En cambio, ha habido casos de uso de frecuencias audibles. Existen varias técnicas para generar el sonido, pero la más común es el uso de transductores piezoeléctricos, que pueden generar de manera eficiente salidas de alta amplitud en las frecuencias deseadas.
La levitación es un método prometedor para el procesamiento sin contenedores de microchips y otros objetos pequeños y delicados en la industria. El procesamiento sin contenedor también se puede utilizar para aplicaciones que requieren materiales de muy alta pureza o reacciones químicas demasiado rigurosas para ocurrir en un contenedor. Este método es más difícil de controlar que otros, como la levitación electromagnética, pero tiene la ventaja de poder levitar materiales no conductores.
Aunque originalmente estática, la levitación acústica ha progresado de la levitación inmóvil al control dinámico de objetos flotantes, una habilidad útil en las industrias farmacéutica y electrónica. Esto se realizó por primera vez con un prototipo con una matriz de emisores acústicos cuadrados en forma de tablero de ajedrez que movían un objeto de un cuadrado a otro bajando lentamente la intensidad del sonido emitido desde un cuadrado mientras aumentaba la intensidad del sonido del otro, permitían así que el objeto viajara virtualmente "cuesta abajo". 
Más recientemente, el desarrollo de placas de transductores de matriz en fase ha permitido un control dinámico más arbitrario de múltiples partículas y pequeñas gotas a la vez.
Los avances recientes también han visto disminuir significativamente el precio de la tecnología. El "TinyLev" es un levitador acústico que se puede construir con componentes listos para usar, de bajo coste y ampliamente disponibles, y un solo marco impreso en 3D.

## Historia

### Experimental
El movimiento de las partículas debido a las fuerzas de radiación acústica fue la primera demostración de la posibilidad de levitación acústica. Esta primera demostración sobre la posibilidad de la levitación acústica se realizó en los experimentos de tubo de Kundt en 1866. El experimento llevado a cabo en una cámara resonante demostró que las partículas se podían reunir en los nodos de una onda estacionaria por las fuerzas de radiación acústica. Sin embargo, el experimento original se realizó con la intención de calcular la longitud de onda y, por lo tanto, la velocidad del sonido dentro de un gas. 

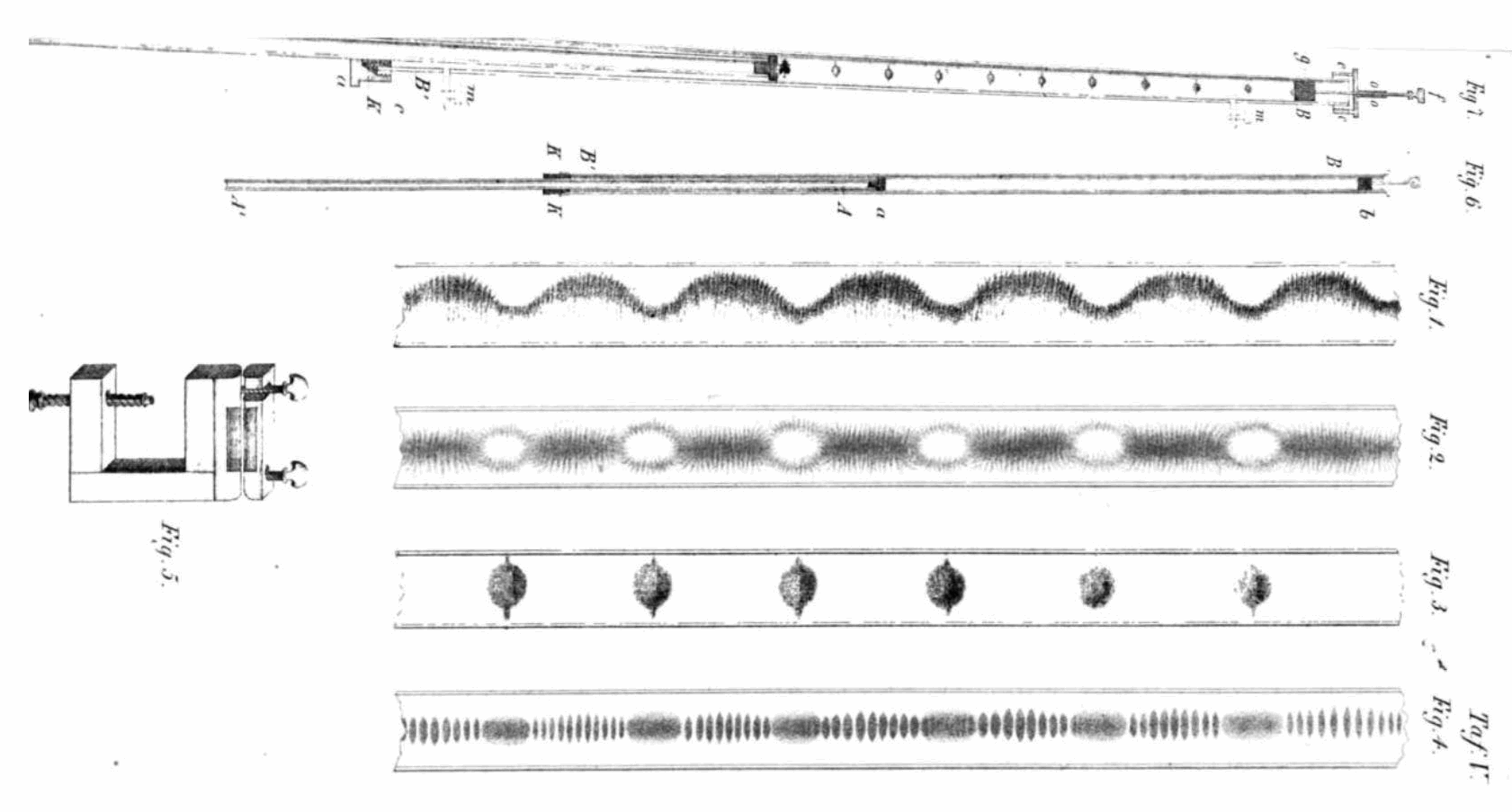
Dibujo del experimento del tubo de Kundt hecho por él mismo. Representa el movimiento de las partículas debido a las fuerzas de la radiación acústica, que fue la primera demostración de la posibilidad de levitación acústica.

La primera levitación fue demostrada por Bücks y Muller en 1933, quienes levitaron gotas de alcohol entre un cristal de cuarzo y un reflector. El siguiente avance provino de Hilary St Clair, quien estaba interesada en las fuerzas de radiación acústica principalmente para sus aplicaciones en la aglomeración de partículas de polvo para su uso en aplicaciones mineras.
Creó el primer dispositivo electromagnético para producir las amplitudes de excitación necesarias para la levitación y luego pasó a levitar objetos más grandes y pesados, incluida una moneda.
Taylor Wang fue el líder de un equipo que hizo un uso significativo de las fuerzas de radiación acústica como mecanismo de contención en gravedad cero, llevando un dispositivo a la misión Space Shuttle Challenger para investigar el comportamiento de las gotas levitadas en micro gravedad. En 1992 se llevaron a cabo más experimentos a bordo del Laboratorio de micro gravedad de Estados Unidos (USML-1), y en 1995 a bordo del USML-2. 
El levitador más común de al menos la década de 1970 estaba compuesto por un actuador piezoeléctrico, un transmisor metálico y un reflector. Sin embargo, esto requería un ajuste preciso de la distancia entre el transmisor y el reflector, ya que la distancia entre la fuente y el reflector debía ser un múltiplo exacto de la longitud de onda. Esto es más difícil de lo que parece, ya que la longitud de onda varía con la velocidad del sonido, que varía con factores ambientales como la temperatura y la altitud. Se han realizado estudios importantes con estos dispositivos, incluida la química sin contacto y la levitación de animales pequeños. Varios de estos también se combinaron para crear un movimiento plano continuo al reducir la intensidad del sonido de una fuente y al mismo tiempo aumentar la de la fuente adyacente, permitiendo que la partícula viaje "cuesta abajo" en el campo de potencial acústico.
Recientemente se ha vuelto más común una nueva generación de levitadores acústicos que emplean una gran cantidad de pequeños transductores piezoeléctricos individuales. Las diferencias clave con Langevin Horn eran el uso de fuentes tanto desde arriba como desde abajo (en lugar de fuente y un reflector) y el uso de una gran cantidad de pequeños transductores con excitación paralela, en lugar de un solo elemento piezoeléctrico. El uso de dos ondas viajeras opuestas, en lugar de una sola fuente y un reflector, significaba que la levitación aún era posible incluso cuando la distancia entre la parte superior e inferior no era un múltiplo preciso de la longitud de onda. Esto llevó a un sistema más robusto que no requiere ningún ajuste antes de la operación. El uso de múltiples fuentes pequeñas se diseñó inicialmente como una medida de ahorro de costos, pero también abrió la puerta a la levitación en fase.
El uso de componentes de impresión 3D para el marco que posiciona y enfoca los transductores y Arduino como generadores de señal también redujo significativamente el costo mientras aumentaba la accesibilidad. La reducción en el costo fue particularmente importante ya que el objetivo principal de este dispositivo era la democratización de la tecnología.
Este nuevo enfoque también condujo a desarrollos significativos utilizando transductores ultrasónicos de matriz en fase (a menudo denominados PAT) para levitación. Estos transductores son una colección de altavoces ultrasónicos que se controlan para crear un único campo de sonido deseado. Esto se logra controlando la fase (ondas) relativa (es decir, el tiempo de retardo) entre cada salida y, a veces, también las magnitudes relativas de salida. A diferencia de sus contrapartes en los campos de pruebas ultrasónicas no destructivas, estas matrices utilizarán una salida continua, en lugar de breves ráfagas de energía. Esto ha permitido la unilateralidad, así como la manipulación de un gran número de partículas simultáneamente.
Otro enfoque que está creciendo en popularidad es el uso de componentes impresos en 3D para aplicar los retrasos de fase necesarios para la levitación, creando un efecto similar a los PAT pero con la ventaja de que pueden tener una resolución espacial más alta que la matriz en fase, lo que permite más campos complejos a formar. Éstos, a veces se denominan hologramas acústicos, metasuperficies, líneas de retardo o metamateriales. Las diferencias en términos se basan principalmente en el área de donde se originó la técnica de diseño, pero la idea básica detrás de todas las técnicas es esencialmente la misma. También se pueden utilizar junto con PAT para obtener una reconfigurabilidad dinámica y una mayor resolución del campo de sonido. Otra ventaja es la reducción de costos, siendo un ejemplo destacado el rayo tractor ultrasónico (de bajo costo).
Aunque se han desarrollado muchas nuevas técnicas de manipulación, los cuernos Langevin todavía se utilizan en la investigación. A menudo se les favorece para la investigación de la dinámica de los objetos levitados debido a la simplicidad de su geometría y la consiguiente facilidad de simulación y control de factores experimentales.

### Teórico
John William Strutt, desarrolló teorías sobre la fuerza de presión asociada con las ondas sonoras a principios del siglo XX, sobre el impulso y la presión de las vibraciones gaseosas, y sobre la conexión con el teorema del virial. No obstante, este trabajo se basó principalmente en las fuerzas teóricas y la energía contenidas en una onda de sonido. El primer análisis de partículas fue realizado por LV King en 1934, quien calculó la fuerza sobre partículas incompresibles en un campo acústico. Esto fue seguido por Yosioka y Kawisama, quienes calcularon las fuerzas sobre partículas comprimibles en ondas acústicas planas, la base matemática de la levitación acústica que todavía se usa ampliamente en la actualidad.
El potencial de Gor'kov está limitado por sus suposiciones a esferas con un radio significativamente menor que la longitud de onda, Hay más soluciones analíticas disponibles para geometrías simples; sin embargo, para extenderlas a objetos más grandes o no esféricos, es común usar métodos numéricos, particularmente el método de elementos finitos o el método de elementos de frontera.

## Tipos de levitación
La levitación acústica se puede dividir en cinco categorías diferentes: 
- Levitación de onda estacionaria: Las partículas quedan atrapadas en los nodos de una onda estacionaria, formada por una fuente de sonido y un reflector (en el caso de Langevin Horn) o dos conjuntos de fuentes (en el caso del TinyLev). Esto depende de que las partículas sean pequeñas en relación con la longitud de onda, típicamente en la región del 10% o menos, y el peso máximo de levitación suele ser del orden de unos pocos miligramos.

También vale la pena señalar que, si la partícula es demasiado pequeña en relación con la longitud de onda, se comportará de manera diferente y viajará a los antinodos. Normalmente, estos levitadores son de un solo eje, lo que significa que todas las partículas quedan atrapadas a lo largo de un solo eje central del levitador. Sin embargo, con el uso de PAT también pueden ser dinámicos. Esta es la técnica más fuerte para la levitación a una distancia mayor que una longitud de onda debido a la interferencia constructiva de las dos ondas viajeras que la forman. Las fuerzas de la levitación de un solo haz a distancia son 30 veces más débiles que una onda estacionaria simple. Un levitador acústico de un solo haz que utiliza una trampa de vórtice para levitar una partícula de poliestireno se expandirá aproximadamente el doble del tamaño de la longitud de onda. Los vórtices se alternan rápidamente en dirección para evitar que la partícula gire hasta el punto de inestabilidad.

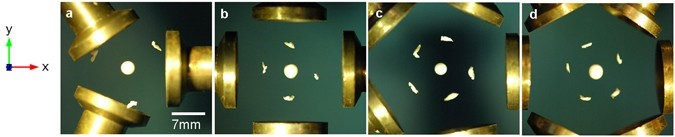
Fotografías de la levitación de poliestireno debido a la acción de ondas ultrasónicas (levitación acústica)

- Levitación acústica de campo lejano: Los objetos más grandes que la longitud de onda Fotografías de la levitación de poliestireno debido a la acción de ondas ultrasónicas (levitación acústica) son levitados generando un campo que se adapta al tamaño y la forma del objeto levitado. Esto permite que los objetos más grandes que la longitud de onda leviten a distancias mayores que la longitud de onda de la fuente. Sin embargo, el objeto no debe ser de alta densidad. En los primeros enfoques, se trataba de una onda estacionaria vertical simple para discos.

Desarrollos recientes han utilizado una PAT y el método de elemento de límite para levitar objetos mucho más grandes a distancias mucho más largas. El objeto más pesado que se levanta con esta técnica es una esfera de poliestireno expandido de 30 mm de diámetro con una masa de 0,6 g. Un octaedro de poliestireno expandido con una longitud diagonal de 50 mm y una masa de 0,5 g es el objeto más grande jamás levitado acústicamente por esta técnica utilizando PAT por encima y por debajo del objeto.
- Levitación de un solo haz: Levitación de objetos a una distancia mayor que una sola longitud de onda de las fuentes con acceso solo desde un solo lado. En este caso, la trampa debe estar especialmente diseñada, y generalmente toma la forma de una trampa doble o una trampa de vórtice, aunque también es posible un tercer tipo de trampa llamada trampa de botella. La trampa gemela es la más simple de estas posibilidades, que forma dos "pinzas" de alta presión a cada lado de la partícula.[21] La trampa de vórtice crea un "agujero" de baja presión en el centro. Requiere un campo de fase más complejo, pero, a diferencia de la trampa gemela, se puede usar para levantar objetos más grandes que la longitud de onda.

- Levitación de campo cercano: Un objeto plano grande se coloca muy cerca de la superficie del transductor y actúa como un reflector, lo que le permite levitar sobre una película muy fina de aire. Esta técnica es capaz de levantar varios kilogramos, pero no puede superar los cientos de micrómetros sobre la superficie. Como tal en una escala humana aparece más como una enorme reducción en la fricción, que como levitación.[22]

- Levitación acústica de campo cercano invertido: Bajo ciertas condiciones, la fuerza repulsiva que produce la levitación de campo cercano se invierte y se convierte en una fuerza atractiva. En este caso, el transductor puede apuntar hacia abajo y la configuración levitará, el objeto levitará debajo de él. El objeto levitará a una distancia de decenas de micrómetros y los objetos en la escala de miligramos. Investigaciones actuales sugieren que ocurre donde el radio equivalente del disco es menor al 38% de la longitud de onda.[23]

Estas amplias clasificaciones son una forma única de clasificar los tipos de levitación, pero no son definitivas. Se está trabajando más en la combinación de técnicas para obtener mayores habilidades, como la levitación estable de objetos no simétricos al combinar la levitación de ondas estacionarias con una trampa doble (típicamente una técnica de levitación de haz único). 
Asimismo, hay una cantidad significativa de trabajo para combinar estas técnicas con componentes de desplazamiento de fase impresos en 3D para obtener ventajas como la formación de campos pasivos  o una resolución espacial más alta.También existe una variación significativa en las técnicas de control. Si bien las PAT son comunes, también se ha demostrado que placas de Chladni se pueden utilizar como una única fuente de onda estacionaria para manipular objetos levitados cambiando la frecuencia.

## Aplicaciones

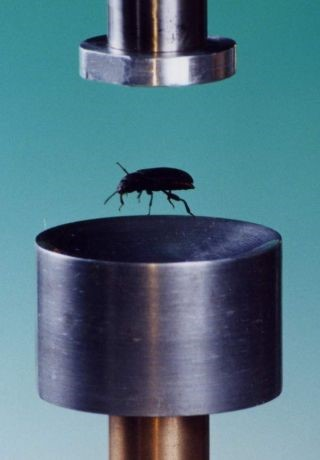
Levitación de un pequeño escarabajo por la presión del sonido en un experimento de la Universidad Politécnica del Noroeste en China

Es probable que las principales aplicaciones de la levitación acústica sean científicas e industriales. 
Varios objetos han sido levitados acústicamente en un TinyLev, incluyendo sólidos, líquidos, hormigas y un componente eléctrico (todo en el rango de tamaño de 2 mm a 6 mm). La manipulación sin contacto de gotas ha ganado un interés significativo ya que promete química sin contacto a pequeña escala. Existe un interés particular en la mezcla de múltiples gotas usando PAT para que las reacciones químicas se puedan estudiar de forma aislada de los contenedores. También hay interés en utilizar la levitación para suspender las gotas de proteína para el uso de imágenes de difracción de rayos X sin contenedores, lo que atenúa el haz y reduce la calidad de los datos de difracción proporcionados. 
Asimismo, se ha estudiado la levitación de pequeños animales vivos y la vitalidad de los animales que normalmente existen en el aire no se vio afectada. En el futuro, podría usarse como una herramienta para estudiar a los propios animales. Un ejemplo es el caso de la Universidad Politécnica del Noroeste situada en Xi'an, China. Algunos de sus estudiantes trabajaron con campos de ultrasonidos para levitar esferas del sólido y el líquido más pesados (el iridio y el mercurio) para aprender a fabricar cosas de todo tipo desde fármacos hasta mezclas sin la necesidad de envases. Tras esto decidieron probarlo con pequeños animales vivos (escarabajos) confirmando que también funcionaba el efecto de la levitación acústica en ellos (sin tan siquiera llegar a dañarlos o a producir algún efecto negativo en ellos).
Por otra parte, también se han realizado investigaciones en el campo del montaje sin contacto. Se ha demostrado que la levitación de los componentes eléctricos de tecnología de montaje superficial al igual que el microensamblaje con una combinación de campos acústicos y magnéticos. También existe interés comercial en la impresión 3D mientras se levita, y Boeing es la empresa que ha presentado una patente sobre el concepto.
La levitación acústica también se ha propuesto como una técnica para crear una pantalla volumétrica, con luz proyectada sobre una partícula que se mueve a lo largo del camino para crear la imagen más rápido de lo que el ojo puede procesar. Esto ya ha sido posible y se ha combinado con retroalimentación de audio y háptica del mismo PAT.